# Marielle Alteirac
Marielle Alteirac est une joueuse française de volley-ball née le 2 juillet 1985 à Miramas (Bouches-du-Rhône). Elle mesure 1,87 m et joue centrale.

## Clubs
| Club                              | Pays      | De        | À         |
| --------------------------------- | --------- | --------- | --------- |
| Istres Ouest Provence Volley-Ball | France    | 2006-2007 | 2009-2010 |
| UT Sydney                         | Australie | 2010-2011 | 2011-2012 |
| Volley Club Marcq-en-Barœul       | France    | 2012-2013 | ....      |

## Palmarès
Néant.